# Almeida, Boyacá
Almeida là một khu tự quản thuộc tỉnh Boyacá, Colombia. Thủ phủ của khu tự quản Almeida đóng tại Almeida Khu tự quản Almeida có diện tích 57 ki lô mét vuông. Đến thời điểm ngày 28 tháng 5 năm 2005, Almeida có dân số 3837 người.